# Tagaz C100 Vega
Der TagAZ C100 Vega wurde laut Sprecher der TagAZ von der neu gegründeten südkoreanischen Abteilung des Unternehmens entwickelt. Die genannte Südkorea-Abteilung wurde nach dem Aufkauf der Modellrechte des Korando und der des Musso gegründet. Wobei die Produktionsstraße des Korando nach Ischewsk verlagert wurde, so übernahm die TagAZ bei der Musso-Produktionsstraße gleich die gesamte Halle im SsangYong-Werk. In der Presse wurde dieses Ereignis als neues Joint-Venture und eine große Gelegenheit für beide Unternehmen gefeiert.

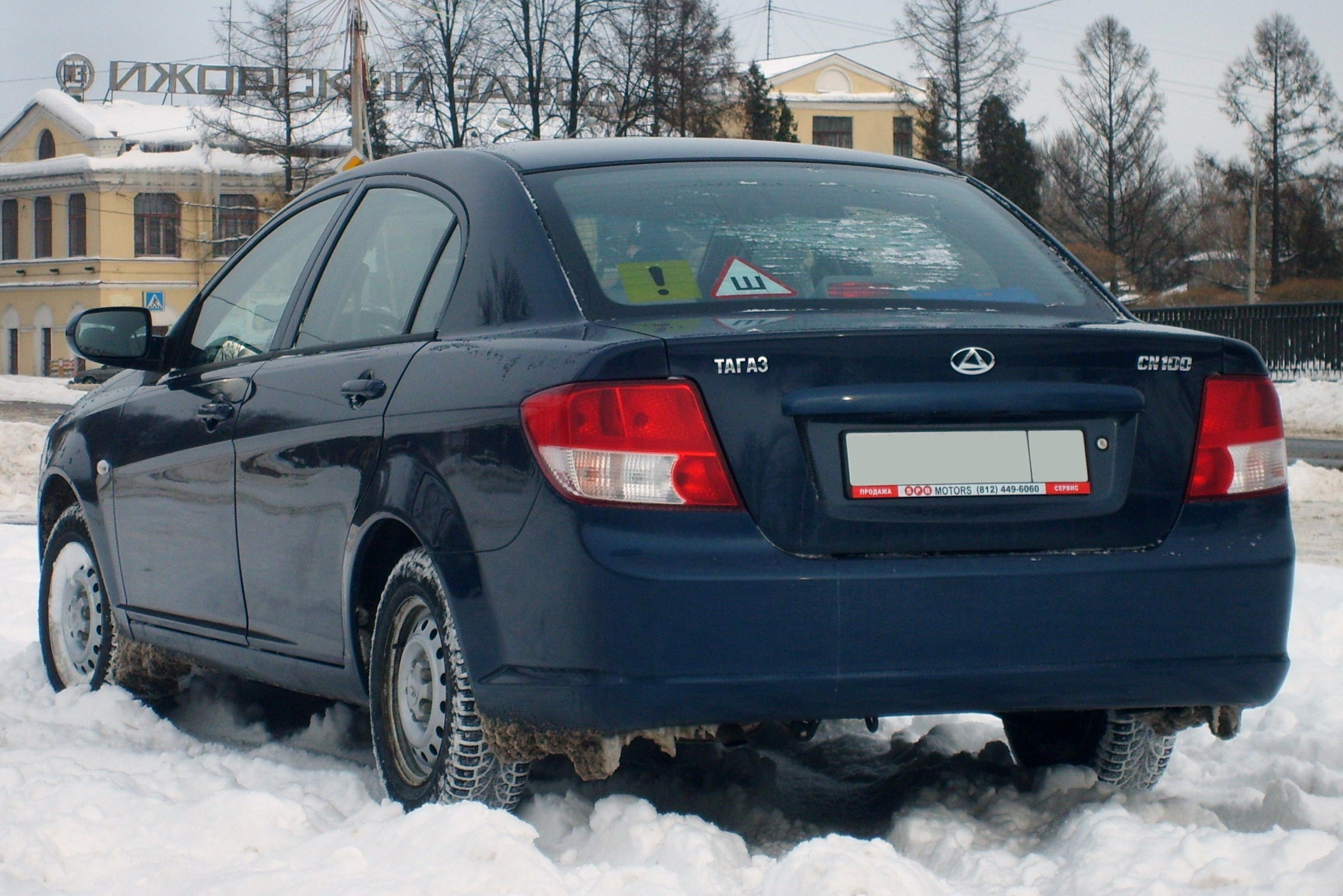
Tagaz Vega rear

Im April 2009 wurde schließlich das neue Modell erstmals auf der Avtoformula in Rostow am Don präsentiert. Motor, Federung, Türen und Karosserieteile für das Fahrzeug werden in Südkorea hergestellt und als CKD-Bausatz nach Russland geliefert. Aber auch in Südkorea wird das Fahrzeug montiert. Erhältlich war der C100 Vega zunächst lediglich mit einem 1,6-Liter-Benziner-Motor. Am 30. April schließlich folgten zwei weitere Motorisierungen mit 1,4 Liter und 1,8 Liter Hubraum. Die Platzierung des Modells erfolgte in der Kompakt- und Mittelklasse um den chinesischen Import-Fahrzeugen eine ernsthafte Konkurrenz darzustellen. Die Höchstgeschwindigkeit liegt bei 173 km/h bei der 1,6-Liter-Version. Das zulässige Gesamtgewicht liegt bei 1.680 kg. Der maximale Wenderadius ist bei 5,2 Metern ermittelt worden.

## Rechtsstreit mit GM Daewoo
GM Daewoo verklagte das Unternehmen TagAZ-Korea und beschuldigt dieses eine Verletzung der Rechte des geistigen Eigentums und der Nutzung von Informationen Geschäftsgeheimnis begangen zu haben. Konkret ausgedrückt beschuldigt GM Daewoo die Taganrogski Awtomobilny Sawod die Baupläne und einige elektronische Datenspeicher des C100-Projektes gestohlen zu haben, und daraus dann den C100 Vega entwickelt zu haben. Resultierend fordert GM Daewoo nun ein gerichtliches Verbot für die Herstellung des C100 Vega sowie aller Fahrzeugteile. Von General Motors wird zusätzlich noch ein gerichtliches Importverbot für den C100 Vega verlangt sowie die Auflösung des angeblichen SsangYong-TagAZ-Joint-Ventures. Ob die Daten allerdings wirklich gestohlen wurden oder nicht, wird erst noch versucht vor Gericht zu ermitteln.
2012 endete die Produktion des C100 Vega. Nachfolger wurde der neue Tagaz C10, ein Lizenzmodell des Chery A3.